# 玉奇喀特镇
玉奇喀特镇是中华人民共和国新疆维吾尔自治区阿克苏地区新和县下辖的一个行政建制镇。位于新和县西南，东为渭干乡，西为央塔库都克片区管委会，南为沙雅县，北为尤鲁都斯巴格镇，总面积639.93平方千米，耕地总面积17466.67公顷。
2023年相关文章称玉奇喀特乡，或已更名玉奇喀特镇。境内古城——乌什喀特古城遗址（原属玉奇喀特村、现属古城社区）原名于什伽提、玉奇喀特，于什伽提、乌什喀特为维吾尔语“三重城”之义。玉奇喀特是否是同名异译，不详。
2023年，玉奇喀特镇有编制109名。其中，行政编60人，机关事业编46人，工勤编3人，实有160人。

## 行政区划
2023年时，玉奇喀特镇下辖15个行政村、1个社区，下设54个村民小组，有5740户24695人，有维吾尔、汉、回等民族。
下辖以下地区：
玉奇喀特村、胡杨村、库孜勒克买里村、阿孜那巴扎村、刚也尔村、吐格曼艾日克村、团结新村、五星村、奥依艾日克村、霍加吐鲁斯村、拜勒开斯提村、阿其墩村、兰帕村、尤勒滚协海尔村、乡农场村、草场和奥尔库铁克农场。